# Johann Georg Mozart
Johann Georg Mozart (1679-1736) fue un encuadernador que vivía en Augsburgo (Alemania). Fue el padre de Leopold Mozart y abuelo de Wolfgang Amadeus Mozart. 
Los antepasados de Johann Georg eran todos artesanos y albañiles, pero él se negó a seguir la tradición familiar y decidió tomar una nueva carrera, convirtiéndose en un maestro encuadernador. Ya con años de experiencia en su carrera, fue cuando decidió casarse con Anna Maria Banegger, la viuda de su antiguo maestro, y, por lo tanto, obtuvo del gremio la licencia de maestro. Su primera esposa no le dio hijos y murió en 1718. Su segunda esposa fue Anna Maria Sulzer (1696-1766), con la que tuvo ocho hijos entre 1719 y 1735, de los cuales tres niños y dos niñas sobrevivieron hasta la edad adulta. Leopold, nacido el 14 de noviembre de 1719, era el mayor. La familia era católica y después de 1722 vivió en una casa propiedad de los jesuitas. Enviaron a sus dos hijos mayores a la escuela de los jesuitas. 
Ni Johann Georg ni su esposa Anna Maria tuvieron influencia directa sobre la vida de su célebre nieto. Johann Georg murió 20 años antes de que Wolfgang Amadeus Mozart naciera. Leopold se distanció de su madre cuando se trasladó a Salzburgo en 1737 en su adolescencia. Por lo tanto, no hubo contacto entre abuela y nieto a lo largo de sus vidas. Otro hijo de Johann Georg, Franz Aloys Mozart (1727-1791), se mantuvo en Augsburgo y siguió la carrera de su padre como encuadernador, publicando también en ocasiones textos religiosos. Era el padre de Maria Anna Thekla Mozart, prima primera de Wolfgang y amiga suya.